# Villa Minozzo
Villa Minozzo é uma comuna italiana da região da Emília-Romanha, província de Reggio Emilia, com cerca de 4.020 habitantes. Estende-se por uma área de 168 km², tendo uma densidade populacional de 25 hab/km². Faz fronteira com Busana, Carpineti, Castelnovo ne' Monti, Castiglione di Garfagnana (LU), Frassinoro (MO), Ligonchio, Montefiorino (MO), Sillano (LU), Toano, Villa Collemandina (LU).

## Demografia
| Variação demográfica do município entre 1861 e 2011                               |
|                                                                                   |
| Fonte: Istituto Nazionale di Statistica (ISTAT) - Elaboração gráfica da Wikipedia |